# 분생자

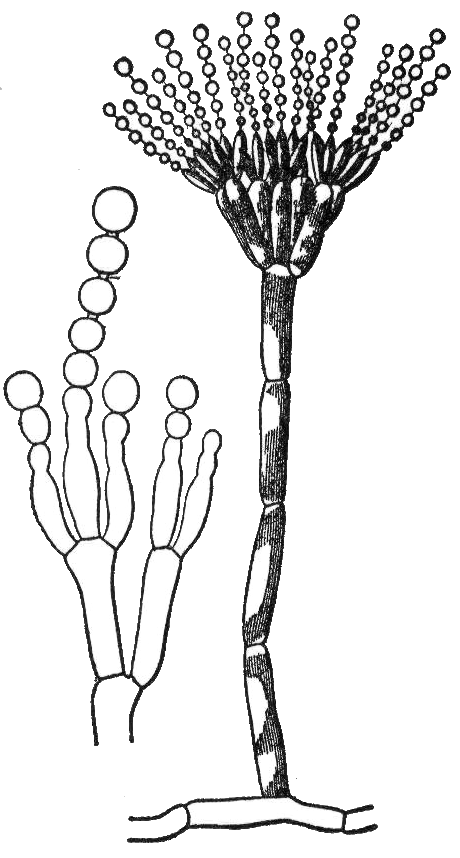
분생자자루의 분생자.

분생자(分生子, 영어: conidium)는 진균류에서 운동 능력이 없으며 무성 생식을 하는 포자를 일컫는 용어이며, 분생포자(分生胞子) 또는 무성 후막포자라고도 한다. 유사 분열 방식으로 세포 분열 과정이 진행되며, 이러한 방식으로 새롭게 만들어진 유전적으로 동일한 성격을 띈 두 개의 반수체는 분산의 방식을 통해 퍼져나간 뒤 환경적 조건에 따라 새로운 유기체로 탄생하게 된다.
자낭균류에서의 분생자의 무성 생식은 분생자자루라고 하는 줄기 모양의 기관에서 발생하며, 이는 여러 생물의 종 가운데 특수한 것으로 인식된다.

## 같이 보기
- 출아